# Elachertodomyia phloeotribi
Elachertodomyia phloeotribi är en stekelart som först beskrevs av William Harris Ashmead 1896.  Elachertodomyia phloeotribi ingår i släktet Elachertodomyia och familjen puppglanssteklar. Inga underarter finns listade i Catalogue of Life.